# Glomerulonefrită
Termenul de glomerulonefrită face referire la inflamații renale, care în cazul care nu sunt tratate, pot cauza blocarea funcției renale. Cauzele acestor afecțiuni sunt bacteriile infecțioase ce trec din bazinet sau uretere. Aceste maladii pot fi și consecința unor maladii infecțioase ca inflamarea amigdalelor, scarlatina etc.